# West Warwick
West Warwick är en kommun (town) i Kent County i delstaten Rhode Island, USA med cirka 29 581 invånare (2000). Den har enligt United States Census Bureau en area på 21,0 km².